# (5403) Takachiho
(5403) Takachiho es un asteroide perteneciente al cinturón de asteroides, descubierto el 20 de febrero de 1990 por Yoshio Kushida y el también astrónomo Masaru Inoue desde el Yatsugatake-Kobuchizawa Observatory, Japón.

## Designación y nombre
Designado provisionalmente como 1990 DM. Fue nombrado Takachiho en homenaje a Takachiho, pueblo natal de la esposa de Masaru Inoue, ubicado en el centro de la prefectura de Miyazaki en Kyūshū, a unos 900 km al suroeste de Tokio, está rodeado de montañas. Es famoso por sus leyendas y mitos sobre el nacimiento de los dioses. La más famosa es la leyenda de Amanoiwato Shrine de Amaterasu (la diosa del sol). Esta historia ha sido transmitida por Yokagura (música sacra y danza) interpretada por los agricultores.

## Características orbitales
Takachiho está situado a una distancia media del Sol de 3,021 ua, pudiendo alejarse hasta 3,222 ua y acercarse hasta 2,820 ua. Su excentricidad es 0,066 y la inclinación orbital 10,31 grados. Emplea 1918,21 días en completar una órbita alrededor del Sol.

## Características físicas
La magnitud absoluta de Takachiho es 11,7. Tiene 15,291 km de diámetro y su albedo se estima en 0,184. 